# Szergej Nyikolajevics Nyikulin
Szergej Nyikolajevics Nyikulin, oroszul: Сергей Николаевич Никулин (Sztalinabad, 1951. január 1. –) olimpiai bronzérmes szovjet válogatott orosz labdarúgó, hátvéd, edző.

## Pályafutása

### Klubcsapatban
A Gyinamo Moszkva korosztályos csapatában kezdte a labdarúgást. 1969 és 1984 között volt az első csapat tagja, ahol egy szovjet bajnoki címet és két kupagyőzelmet ért el. 1984–85-ben a Gyinamo Kasira csapatában fejezte be az aktív labdarúgást.

### A válogatottban
1974 és 1979 között három alkalommal szerepelt a szovjet válogatottban. 1974. október 30-án Dublinban mutatkozott be a szovjet A-válogatottban egy Írország elleni Európa-bajnoki-selejtező-mérkőzésen, ahol 3–0-s hazai győzelem született. Utoljára 1979. október 7-én Moszkvában játszott az A-válogatottban a román válogatott ellen egy barátságos mérkőzésen, ahol 3–1-es szovjet győzelem született. 1975-ben és 1980-ban egy-egy alkalommal szerepelt az olimpiai válogatottban. Tagja volt az 1980-as moszkvai olimpián bronzérmes együttesnek.

### Edzőként
1986 és 1988 között a Gyinamo Moszkva ifjúsági csapatánál dolgozott edzőként. 1988 és 2004 között rövidebb megszakítással a Gyinamo sportigazgatója volt. 1988 és 1990 között a Gyinamo Moszkva második csapatának a vezetőedzője volt. 2004-ben az első csapatnál segédedzőként tevékenykedett.

## Sikerei, díjai
Szovjetunió
- Olimpiai játékok
  - bronzérmes: 1980, Moszkva

 Gyinamo Moszkva
- Szovjet bajnokság
  - bajnok: 1976 (tavasz)
- Szovjet kupa
  - győztes (2): 1977, 1984

## Elismerései
- a Szovjetunió nemzetközi sportmestere (1979)

## Statisztika

### Klubpályafutás
| Szovjetunió                | Szovjetunió                | Szovjetunió                | Bajnokság | Bajnokság | Kupa  | Kupa | Európai kupák | Európai kupák | Összesen | Összesen |
| Idény                      | Csapat                     | Bajnokság                  | Mérk.     | Gól       | Mérk. | Gól  | Mérk.         | Gól           | Mérk.    | Gól      |
| -------------------------- | -------------------------- | -------------------------- | --------- | --------- | ----- | ---- | ------------- | ------------- | -------- | -------- |
| 1970                       | Gyinamo Moszkva            | Viszsaja liga              | –         | –         | 1     | 0    | –             | –             | 1        | 0        |
| 1971                       | Gyinamo Moszkva            | Viszsaja liga              | 2         | 0         | –     | –    | –             | –             | 20       | 0        |
| 1972                       | Gyinamo Moszkva            | Viszsaja liga              | 11        | 0         | –     | –    | –             | –             | 11       | 0        |
| 1973                       | Gyinamo Moszkva            | Viszsaja liga              | 24        | 0         | 6     | 0    | –             | –             | 30       | 0        |
| 1974                       | Gyinamo Moszkva            | Viszsaja liga              | 28        | 0         | 6     | 0    | 4             | 0             | 38       | 0        |
| 1975                       | Gyinamo Moszkva            | Viszsaja liga              | 28        | 0         | 1     | 0    | –             | –             | 29       | 0        |
| 1976                       | Gyinamo Moszkva            | Viszsaja liga              | 26        | 0         | 2     | 0    | 1             | 0             | 29       | 0        |
| 1977                       | Gyinamo Moszkva            | Viszsaja liga              | 13        | 0         | 2     | 0    | 3             | 0             | 18       | 0        |
| 1978                       | Gyinamo Moszkva            | Viszsaja liga              | 19        | 1         | 2     | 0    | 1             | 0             | 22       | 1        |
| 1979                       | Gyinamo Moszkva            | Viszsaja liga              | 32        | 0         | 8     | 0    | 2             | 0             | 42       | 0        |
| 1980                       | Gyinamo Moszkva            | Viszsaja liga              | 30        | 0         | 2     | 0    | 4             | 0             | 36       | 0        |
| 1981                       | Gyinamo Moszkva            | Viszsaja liga              | 31        | 0         | 8     | 0    | –             | –             | 39       | 0        |
| 1982                       | Gyinamo Moszkva            | Viszsaja liga              | 21        | 0         | –     | –    | 2             | 0             | 23       | 0        |
| 1983                       | Gyinamo Moszkva            | Viszsaja liga              | 12        | 0         | –     | –    | –             | –             | 12       | 0        |
| 1984                       | Gyinamo Moszkva            | Viszsaja liga              | 3         | 0         | 2     | 0    | –             | –             | 5        | 0        |
| Összesen                   | Összesen                   | Összesen                   | 280       | 1         | 40    | 0    | 17            | 0             | 337      | 1        |
| 1984                       | Gyinamo Kasira             | Vtoraja liga               | 23        | 0         | –     | –    | –             | –             | 23       | 0        |
| 1985                       | Gyinamo Kasira             | Vtoraja liga               | 29        | 0         | –     | –    | –             | –             | 29       | 0        |
| Összesen                   | Összesen                   | Összesen                   | 52        | 0         | –     | –    | –             | –             | 52       | 0        |
| Teljes pályafutás összesen | Teljes pályafutás összesen | Teljes pályafutás összesen | 332       | 1         | 40    | 0    | 17            | 0             | 389      | 1        |

### Mérkőzései a szovjet válogatottban
| Szovjetunió | Szovjetunió          | Szovjetunió                        | Szovjetunió | Szovjetunió | Szovjetunió | Szovjetunió        | Szovjetunió | Szovjetunió |
| #           | Dátum                | Helyszín                           | Hazai       | Eredmény    | Vendég      | Kiírás             | Gólok       | Esemény     |
| ----------- | -------------------- | ---------------------------------- | ----------- | ----------- | ----------- | ------------------ | ----------- | ----------- |
| 1.          | 1974. október 30.    | Dublin, Dalymount Park             | Írország    | 3 – 0       | Szovjetunió | Eb-selejtező       | -           |             |
|             | 1975. szeptember 24. | Moszkva, Központi Lenin Stadion    | Szovjetunió | 4 – 0       | Norvégia    | olimpiai selejtező | -           |             |
| 2.          | 1979. szeptember 12. | Athén, Leofóru Alexándrasz Stadion | Görögország | 1 – 0       | Szovjetunió | Eb-selejtező       | -           |             |
| 3.          | 1979. október 14.    | Moszkva, Központi Lenin Stadion    | Szovjetunió | 3 – 1       | Románia     | barátságos         | -           |             |
|             | 1980. július 24.     | Moszkva, Gyinamo Stadion           | Szovjetunió | 8 – 0       | Kuba        | olimpiai A csoport | -           | becserélve  |
|             | Összesen             |                                    |             | 3           | mérkőzés    |                    | 0           | gól         |

## Fordítás
- Ez a szócikk részben vagy egészben  a(z)   Никулин, Сергей Николаевич című orosz Wikipédia-szócikk ezen változatának fordításán alapul.  Az eredeti cikk szerkesztőit annak laptörténete sorolja fel. Ez a jelzés csupán a megfogalmazás eredetét és a szerzői jogokat jelzi, nem szolgál a cikkben szereplő információk forrásmegjelöléseként.
- Ez a szócikk részben vagy egészben  a   Sergueï Nikouline című francia Wikipédia-szócikk ezen változatának fordításán alapul.  Az eredeti cikk szerkesztőit annak laptörténete sorolja fel. Ez a jelzés csupán a megfogalmazás eredetét és a szerzői jogokat jelzi, nem szolgál a cikkben szereplő információk forrásmegjelöléseként.